# Francisca Almeida
Maria Francisca Fernandes de Almeida (Guimarães, Oliveira do Castelo, 6 de noviembre de 1983) es una abogada y política portuguesa.

## Familia
Es hija del economista Paulo Vasques Rodrigues de Almeida (Guimarães, Oliveira do Castelo, 2 de agosto de 1958) y de su esposa Vanda Maria de Freitas Fernandes (Guimarães, Oliveira do Castelo, 5 de febrero de 1962), bisnieto de gallegos, y hermana de Manuel João Fernandes de Almeida (Guimarães, Oliveira do Castelo, 2 de diciembre de 1989).

## Biografía
Maria posee una licenciatura en Derecho por la  Facultad de Derecho, de la Universidad Católica, en Oporto, siendo habilitada como abogada y trabajando en el bufete de la Sociedad de Abogados Cuatrecasas, Gonçalves Pereira, y considerada miembro de la Dirección Distrital de Porto de la ANJAP – Associação Nacional de Jovens Advogados Portugueses.
Fue militante del Partido Social Demócrata, donde participó como miembro de la Comisión Política de la Sección de Guimarães del PSD y vicepresidente de la Sección de Guimarães de la JSD.
Entretanto, fue elegida diputada de la Assembleia Municipal de Guimarães.
Además, fue mandataria para la juventud de Paulo Rangel, que fuera su profesor universitario, en su candidatura a Secretario General del PSD en 2010.
Fue elegida diputada a la Asamblea de la República de Portugal en la XI y XII Legislaturas, donde es vicepresidenta del Grupo Parlamentario del PSD. Perteneció a la Comisión parlamentaria Eventual para el acompañamiento político del fenómeno de la corrupción y para el análisis integrado de soluciones con vista a su combate, la Comisión Parlamentaria Eventual de Investigación Parlamentaria relativa a las relaciones del Estado con la Comunicación social, nominalmente, acción concreta del Gobierno en la compra de TVI y el Comité de Salud del Parlamento, donde pertenece y de la Comisión Parlamentaria de Asuntos Constitucionales, Derechos, Libertades y Garantías; Subcomisión Parlamentaria sobre la Igualdad, el Comité Parlamentario para la Revisión de la Constitución posible y la Comisión Parlamentaria Trabajo, Seguridad Social y la Administración Pública como un sustituto, y donde pertenecía o pertenece a los Peticionantes Audiencia del Grupo de Trabajo, el Grupo de Trabajo Cambio de registro del sexo en la partida de nacimiento (PPL 37-GOV y LJP 319-BE) y el Grupo de Trabajo sobre las enmiendas a la Ley de Uniones de Hecho (PJL 225-BE, 253-PCP e 280-PS), perteneciente a la Comisión de Ética, Comunicación y Ciudadanía y la Comisión para la Supervisión de las posibles medidas de Programa de Asistencia Financiera (miembro suplente) y miembro del Consejo de Vigilancia de Secretos del Estado.
Es comentarista de la TVI24 (la tercera estación noticiosa de la TV portuguesa) en el programa "Política Mesmo".